# Земун
Земун је градско насеље у југоисточном делу Срема, на десној обали Дунава, недалеко од ушћа Саве. Територијално, историјски, политички, културно, економски и саобраћајно везан је за Београд, у чијем је саставу од 1934. године.
Према попису из 2011. Земун је имао 157.367 становника (према попису из 1991. било је 141.997 становника, 2002. било је 145.751 становника). Према попису из 2022. има 166.049 становника

## Географија
Земун се налази у југоисточном делу Срема, испод сремске заравни на десној обали Дунава, недалеко од ушћа Саве. Један је од највећих индустријских центара у Србији, са металопрерађивачком, текстилном, индустријом коже и обуће, хемијско-фармацеутском, дрвном. Значајно је средиште друмског, речног и ваздушног саобраћаја. Земун је, као део Београда, велики културно-просветни центар. Данас се територијално шири према западу и југозападу, где се спојио са Новим Београдом.

## Име
Први назив је био Таурунум. Најстарији писани трагови о данашњем имену града датирају из 12. века. Настао је од словенске речи землин и претпоставља се да се име везује за земунице које су масовно присутне у вертикалној ивици лесне терасе.

### Имена кроз историју
| име | објашњење                                                             |
| --- | --------------------------------------------------------------------- |
|     | келтско име града                                                     |
|     | Зли град — у спису Алберта Ахенског, хроничара Првог крсташког рата 1 |
|     | аустријско име                                                        |
|     | мађарско име                                                          |

## Историја Земуна
Према остацима материјалне културе, закључило се да су први становници Земуна основали своја насеља на овом простору у периоду од 4500—3000. године п. н. е. Становали су у земуницама, па је одатле и потекла реч Земун. Након ове културе уследило је доба средњег и млађег неолита, период у којем су људи настањени на простору данашњег Земуна живели на Гардошу. Ову културу у Срему око 2000. године п. н. е смењује баденска култура, када је почела прва употреба бакра при изради оруђа и оружја. На Гардошу се налази једно од највећих и најдуговечнијих насеља ове културе. Након баденске, следећа култура на овом подручју која је уследила је била вучедолска култура. Ова култура је заживела у Земунској Прегревици о чему сведоче археолошки налази нађени на обали Дунава. Прво утвршено насеље на подручју Земуна је био илирско-келтски Таурунум, за који се на основу података сматра да је подигнуто око 85. године п. н. е. Насеље се налазило на месту данашњег Гардоша и земунског гробља. Након великих битака за време освајачких ратова Римљана и покорења илирско-келтског племена разбија се Таурунум као антички град. Након римске окупације и доласка римске војске, дошло је до делимичног пресељавања и прегруписавања становништва. Познато је нпр. да је становништво које је живело северно од Земуна пресељено у Земун (Taurunum) и у Земун-поље (Mutatio Altina). На почетку је састав становништва сигурно остао непромењен. Тек након успостављања и развоја римских градова у Срему и након насељавања Италика може се рачунати са суштинским променама у структури становништва, као и са романизацијом локалног становништва.
У Антици Земун је достигао је свој врхунац када је постао град-пристаниште и седиште дунавске римске флоте, назване classis Flavia Pannonica која је формирана током Флавијевског периода. Иако је њена матична лука била Taurunum, испостава флоте могла је бити у Burgenae-ама.
У доба касне антике, Таурунум је био утврђена лука и трговачки град између главног друма који је водио ка тек основаном Константинопољу. У 5. веку Хуни су га опљачкали и спалили, да би крајем 8. века градом завладали Франци.
Срби су половином 9. века обновили Земун и из Срема потиснули франачку власт. У 12. веку учесници другог и трећег крсташког похода пролазили су кроз Земун, док су у истом периоду Мађари од камења са разрушене београдске тврђаве направили земунски град. Недуго затим, средином 12. века византијски цар Манојло I Комнин освојио је Земун, срушивши његове зидине и наредио да се камен поново узида у бедеме београдске тврђаве. Крајем 12. века Земун је био срушен од Ромеја који су га претходно привремено заузели. Након великог броја опсада и војски, стижу и Турци који га пљачкају и пале, а 1465. године турска војска опседа Београд. Хришчанска флота из Земуна у том тренутку под вођством Сибињанин Јанка помаже Београду и они удружено побеђују Турке. Наком победе над Турцима у Земуну је завладала куга које је убила многе његове становнике. Међу њима жртва болести био је и Сибињанин Јанко, који је живео у средњовековном утврђењу, па је та кула народски названа Кула Сибињанин Јанка.
Након напада Београда од стране Турака,1522. године, смедеревски санџак бег под наредбом султана напада и заузима Земун. После низа аустријско-турских у 17. веку и 18. веку, ратова, пустошења и рушења Земуна су завршена Пожаревачки миром 1718. године.
У првој половини 18. века у Земуну је отворена санитарна станица за робу, путнике и пошту, као и још једна станица за свакодневни промет. Властелинска управа укинута је 1758. године и сва насеља у југоисточном Срему ушла су у оквир Војне границе, док погранични Земун постаје слободан војни комунитет. Земун се налазио на подручју раскрсница истока и запада, па се зато у њему одувек говорило више језика. Након доласка аустријске власти, муслиманско становништво одлази из града, а раније избегли хришћани се враћају на своја огњишта. Пред староседелаца Срба у Земуну је тада живело велики број немачких породица. Недуго након уласка Земуна у састав Аустрије, Земун и његова околина постају посед породице Шонбрун, који и доводе немачке насељенике. Земун након тога постаје слободни град, а слободна граница се укида.
1844. године је умро мајор Василије Лазаревић који је 26 година био градоначелник Земуна. Он је првих шест година живота у Земуну радио као градски синдик (лекар). Још 1873. године Земун је добио железничку пругу којом је био повезан са читавом Европом, а нешто касније и пругу која га је повезивала са Београдом. Изградњом пруге оживела је и привреда у Земуну, па је отворен велики број занатских и трговинских радњи, банке, фабрике, хотели, а санирање Земуна почело је уређивањем улица, обнављањем грађевинског фонда и увођењем осветљења. Термоелектрана у Земуну је прорадила на самом почетку 1901. године.
На крају Првог светског рата 5. новембра 1918. године српска војска ослободила је Земун и учврстила га у тадашњу Краљевину Срба, Хрвата и Словенаца. Управа града Београда је у октобру 1921. преузела полицијске послове. Сремска жупанија постаје Сремска област 1922, а након поделе преименоване Краљевине Југославије у бановине 1929, формирана је издвојена Управа града Београда. Земун је и административно прикључен Београду 31. марта 1934, а следећег децембра, пуштањем у саобраћај моста краља Александра на Сави, познатог и као Земунски мост, остварена је и једноставна саобраћајна веза. Овим је дошло до великих промена не само у саобраћају, већ и привредној активности и насељавању. Зграда филијале Државне хипотекарне банке је изграђена 1938. Термоелектрана је проширена, снабдевала је и Панчево. Изграђене су зграде Пољопривредно-шумарског факултета, као и огледно добро у новоизграђеном Новом Селу, Команда ваздухопловства, Официрски дом, филијала Хипотекарне банке (1939), Народни дом краља Александра, Убошки дом краља Петра, изграђена је Карађорђева улица итд. Основано је и доста фабрика и Творничка улица (нпр. фабрика памучних производа Бранка Токина у бр. 32), у 1938. се помиње 56 великих индустријских предузећа и осам хиљада радника. Моторни пут Београд-Суботица-мађарска граница отворен је у новембру 1939. Земун је 1939. добио три женске ватрогасне чете, што су били "први женски ватрогасци у земљи".
У Другом светском рату Земун је 12. априла 1941. године окупиран од стране Немаца. Тада је ушао у састав Независне Државе Хрватске — котар Земун у оквиру велике жупе Вуке. У окупираном Земуну је излазио усташки недељник Граничар. Логор Сајмиште се звао Јеврејски логор Земун одн. Прихватни логор Земун. Два дана након ослобођења Београда, ослобођен је и Земун, 22. октобра 1944. године од стране Народноослободилачке војске Југославије и Црвене армије. Завршетак Другог светског рата оставио је за собом велики број жртава и разрушену земљу, што је био и случај са Земуном. Након сређивања и обнављања уништеног, Земун постаје центар привреде, индустрије и културе, као и значајан просветни и научни центар. Земун опет улази у састав Београда 1945. године и од тада је једна од градских општина града Београда.
- Османски Земун 1608. године
- Панорама Земуна, 19. век
- Земун, 19. век
- Земун у 17. веку
- Земун 1791. године
- Земун у 18. веку
- Земун око 1850. године

## Духовни живот
Стара православна црква (звана стара) посвећена летњем Светом Николи опљачкана је једне суботе ноћу, фебруара 1838. године. Лопови су однели утвари и сасуди, међу којима су била највреднија четири стара сребрна кандила.
Нови саборни храм саграђен је на западном делу Старог језгра Земуна, развијаном од почетка XVIII века. Камен темељац за нову цркву положен је лета 1776. године, чије је грађење финансирало становништво Земуна, српске, грчке и цинцарске националности. Црква је завршена 1780. године, као једнобродна каснобарокна грађевина са полуобличастом апсидом и плитким певницама, а крајем XVIII века, 1794-1795. добила је високи звоник на западној страни.

## Образовање и култура
У месту се налази Земунска гимназија као и Пољопривредни факултет Универзитета у Београду. Прва приватна опера у југоисточној Европи Опера и театар Мадленијанум налази се у центру Земуна.
Позоришни живот Земуна је кроз историју био веома динамичан и богат.

## Демографија
У насељу Земун живи 118.648 пунолетних становника, а просечна старост становништва износи 39,7 година (38,3 код мушкараца и 41,0 код жена). У насељу има 50.986 домаћинстава, а просечан број чланова по домаћинству је 2,85.
Ово насеље је углавном насељено Србима (према попису из 2011. године), а у последња три пописа, примећен је пораст у броју становника.
| Етнички састав према попису из 2011.‍ | Етнички састав према попису из 2011.‍ | Етнички састав према попису из 2011.‍ | Етнички састав према попису из 2011.‍ | Етнички састав према попису из 2011.‍ |
| ------------------------------------ | ------------------------------------ | ------------------------------------ | ------------------------------------ | ------------------------------------ |
|                                      |                                      |                                      |                                      |                                      |
| Срби                                 | Срби                                 |                                      | 147.810                              | 87,89%                               |
| Роми                                 | Роми                                 |                                      | 5.599                                | 3,33%                                |
| Југословени                          | Југословени                          |                                      | 995                                  | 0,59%                                |
| Хрвати                               | Хрвати                               |                                      | 1.411                                | 0,84%                                |
| Црногорци                            | Црногорци                            |                                      | 748                                  | 0,44%                                |
| Муслимани                            | Муслимани                            |                                      | 496                                  | 0,29%                                |
| Македонци                            | Македонци                            |                                      | 557                                  | 0,33%                                |
| Горанци                              | Горанци                              |                                      | 383                                  | 0,23%                                |
| Мађари                               | Мађари                               |                                      | 205                                  | 0,12%                                |
| Албанци                              | Албанци                              |                                      | 165                                  | 0,10%                                |
| Словенци                             | Словенци                             |                                      | 156                                  | 0,09%                                |
| Словаци                              | Словаци                              |                                      | 170                                  | 0,1%                                 |
| Бошњаци                              | Бошњаци                              |                                      | 170                                  | 0,1%                                 |
| Руси                                 | Руси                                 |                                      | 107                                  | 0,06%                                |
| Немци                                | Немци                                |                                      | 98                                   | 0,06%                                |
| Бугари                               | Бугари                               |                                      | 81                                   | 0,05%                                |
| Украјинци                            | Украјинци                            |                                      | 85                                   | 0,05%                                |
| Румуни                               | Румуни                               |                                      | 64                                   | 0,04%                                |
| Русини                               | Русини                               |                                      | 38                                   | 0,02%                                |
| Буњевци                              | Буњевци                              |                                      | 19                                   | 0,01%                                |
| Власи                                | Власи                                |                                      | 26                                   | 0,01%                                |
| непознато                            | непознато                            |                                      | 2.213                                | 1,32%                                |

| \| \| м \| \| \| ж \| \| ? \| 302 \| \| \| 331 \| \| 80+ \| 729 \| \| \| 1.570 \| \| 75—79 \| 1.398 \| \| \| 2.444 \| \| 70—74 \| 2.575 \| \| \| 3.646 \| \| 65—69 \| 4.079 \| \| \| 4.573 \| \| 60—64 \| 4.292 \| \| \| 4.890 \| \| 55—59 \| 3.718 \| \| \| 4.254 \| \| 50—54 \| 5.416 \| \| \| 6.549 \| \| 45—49 \| 5.666 \| \| \| 6.503 \| \| 40—44 \| 4.725 \| \| \| 5.421 \| \| 35—39 \| 4.801 \| \| \| 5.101 \| \| 30—34 \| 5.013 \| \| \| 5.219 \| \| 25—29 \| 5.242 \| \| \| 5.658 \| \| 20—24 \| 5.421 \| \| \| 5.204 \| \| 15—19 \| 4.747 \| \| \| 4.581 \| \| 10—14 \| 3.973 \| \| \| 3.827 \| \| 5—9 \| 3.740 \| \| \| 3.478 \| \| 0—4 \| 3.449 \| \| \| 3.216 \| \| Просек : \| 38,3 \| \| \| 41,0 \| |       |  |  |       |
| |       |  |  |       |
| | м     |  |  | ж     |
| ? | 302   |  |  | 331   |
| 80+ | 729   |  |  | 1.570 |
| 75—79 | 1.398 |  |  | 2.444 |
| 70—74 | 2.575 |  |  | 3.646 |
| 65—69 | 4.079 |  |  | 4.573 |
| 60—64 | 4.292 |  |  | 4.890 |
| 55—59 | 3.718 |  |  | 4.254 |
| 50—54 | 5.416 |  |  | 6.549 |
| 45—49 | 5.666 |  |  | 6.503 |
| 40—44 | 4.725 |  |  | 5.421 |
| 35—39 | 4.801 |  |  | 5.101 |
| 30—34 | 5.013 |  |  | 5.219 |
| 25—29 | 5.242 |  |  | 5.658 |
| 20—24 | 5.421 |  |  | 5.204 |
| 15—19 | 4.747 |  |  | 4.581 |
| 10—14 | 3.973 |  |  | 3.827 |
| 5—9 | 3.740 |  |  | 3.478 |
| 0—4 | 3.449 |  |  | 3.216 |
| Просек : | 38,3  |  |  | 41,0  |

| Година пописа     | 1948.  | 1953.  | 1961.  | 1971.  | 1981.  | 1991.  | 2002.  |
| ----------------- | ------ | ------ | ------ | ------ | ------ | ------ | ------ |
| Број домаћинстава | 11.982 | 16.486 | 24.961 | 36.240 | 45.192 | 45.233 | 50.986 |

| Број чланова      | 1      | 2      | 3      | 4      | 5     | 6     | 7   | 8   | 9  | 10 и више | Просек |
| ----------------- | ------ | ------ | ------ | ------ | ----- | ----- | --- | --- | -- | --------- | ------ |
| Број домаћинстава | 10.522 | 12.466 | 11.114 | 11.184 | 3.650 | 1.394 | 420 | 133 | 60 | 43        | 2,85   |

| Пол    | Укупно  | Неожењен/Неудата | Ожењен/Удата | Удовац/Удовица | Разведен/Разведена | Непознато |
| ------ | ------- | ---------------- | ------------ | -------------- | ------------------ | --------- |
| Мушки  | 58.124  | 18.645           | 34.726       | 2.251          | 2.243              | 259       |
| Женски | 65.944  | 16.374           | 35.133       | 9.677          | 4.556              | 204       |
| УКУПНО | 124.068 | 35.019           | 69.859       | 11.928         | 6.799              | 463       |

| Пол    | Укупно                    | Пољопривреда, лов и шумарство | Рибарство                            | Вађење руде и камена | Прерађивачка индустрија       |
| ------ | ------------------------- | ----------------------------- | ------------------------------------ | -------------------- | ----------------------------- |
| Мушки  | 26.823                    | 445                           | 8                                    | 35                   | 7.236                         |
| Женски | 23.971                    | 240                           | 2                                    | 16                   | 5.090                         |
| Укупно | 50.794                    | 685                           | 10                                   | 51                   | 12.326                        |
|        |                           |                               |                                      |                      |                               |
| Пол    | Производња и снабдевање   | Грађевинарство                | Трговина                             | Хотели и ресторани   | Саобраћај, складиштење и везе |
| Мушки  | 510                       | 1.937                         | 4.745                                | 752                  | 3.498                         |
| Женски | 143                       | 447                           | 5.076                                | 827                  | 1.249                         |
| Укупно | 653                       | 2.384                         | 9.821                                | 1.579                | 4.747                         |
|        |                           |                               |                                      |                      |                               |
| Пол    | Финансијско посредовање   | Некретнине                    | Државна управа и одбрана             | Образовање           | Здравствени и социјални рад   |
| Мушки  | 351                       | 1.961                         | 1.949                                | 784                  | 751                           |
| Женски | 810                       | 1.598                         | 1.443                                | 1.809                | 3.620                         |
| Укупно | 1.161                     | 3.559                         | 3.392                                | 2.593                | 4.371                         |
|        |                           |                               |                                      |                      |                               |
| Пол    | Остале услужне активности | Приватна домаћинства          | Екстериторијалне организације и тела | Непознато            | Непознато                     |
| Мушки  | 1.496                     | 15                            | 7                                    | 343                  | 343                           |
| Женски | 1.264                     | 86                            | 10                                   | 241                  | 241                           |
| Укупно | 2.760                     | 101                           | 17                                   | 584                  | 584                           |

## Знаменити Земунци
- Димитрије Давидовић (1788—1838), уредник новина, књижевник, секретар књаза Милоша Обреновића
- Василије Јовановић (рођ. 1792. године), учитељ и књижевни радник, превео "Живот Петра Великог" и драму "Ромео и Јулија"
- Рахела Ферари (1911—1994), југословенска и српска филмска и позоришна глумица
- Атанасије Пуљо (1878—1944), српски лекар, стоматолог, научник широког знања из различитих области медицине, један од првих ратних стоматолога и један од најзначајнијих оснивача стоматологије у Србији.
- Јован Живановић (1924—2002), српски и југословенски редитељ.

## Партнерски градови
- Бања Лука
- Еш сир Алзет
- Ал Рам
- Битољ
- Крањ
- Крф
- Tower Hamlets
- Медлинг
- Офенбах на Мајни
- Охрид
- Осијек
- Пито
- Дамаск (покрајина)
- Тилбург
- Велетри
- Бер

## Галерија
- Ноћна панорама старог језгра Земуна
- Алтина, Горњи град
- Насеље Земунске капије
- Земун, Гардош
- Пошта у Земуну
- Обновљена фасада, угао Главне и Господске
- Мешавина архитектуре, Главна улица
- Велики трг
- Зграда Земунске гимназије
- Земун са Ћуковца
- Дунав код Земуна
- Поглед на нови део Земуна
- Нови део Земуна
- Реконструкција Синђелићеве улице, 2018
- Поглед на Београд са Земунске стране, око тридесетих година 20. века
- Абијанова кућа

#### мапе
- Мапе, аеродроми и временска ситуација локација (Fallingrain)
- Сателитска мапа
- Гугл сателитска мапа
- План насеља на мапи (Mapquest)